# 용강신호소
용강신호소(Yonggang Signal Box, 龍岡信號所)는 경상남도 창원시 의창구 동읍 용강리에 위치한 철도 시설로 경전선에서 덕산선이 분기하는 신호소이다. 2011년 5월 18일 신호소로 영업을 개시했다.

## 명칭 유래
용암의 수해로 인해 새로 만들어 이주한 동네로 "양달", "음달" 이라고 하는 곳에서 유래하였다.

## 연혁
- 2011년 5월 18일 : 신호소로 영업 개시[1]
- 2017년 12월 18일 : 철도거리표 상 여객 취급 표기 오류 정정[2]